# Eddie Lowery

## Eddie Lowery
(14 de octubre de 1902 - 4 de mayo de 1984) fue un caddie, golfista aficionado y empresario estadounidense. Es más conocido por haber sido el caddie de Francis Ouimet cuando Ouimet ganó el U.S. Open (golf) en 1913, celebrado en Brookline, Massachusetts.
Lowery fue el quinto hijo de John y Maria Lowery, inmigrantes irlandeses que vivían en Newton, Massachusetts. A lo largo de su vida, Lowery se trasladó a San Francisco, California, donde promovió las carreras de jóvenes golfistas como Ken Venturi (campeón del U.S. Open (golf) de 1964), Harvie Ward (campeón amateur de Estados Unidos en 1955 y 1956) y Tony Lema (campeón del Abierto Británico de 1964). Jugaba en el San Francisco Golf Club y eventualmente se convirtió en un exitoso concesionario de automóviles en San Francisco.
Una imagen icónica de Lowery caminando junto a Ouimet durante el U.S. Open de 1913 es una de las más memorables en la historia del golf estadounidense. Esta imagen se utilizó como logotipo para el centenario de la USGA y aparece en la portada del libro "The Greatest Game Ever Played" de Mark Frost. Lowery fue representado por Josh Flitter en la película de Disney de 2005 "The Greatest Game Ever Played".
Lowery y Ouimet mantuvieron una amistad a lo largo de sus vidas, y cuando Ouimet falleció en 1967, Lowery fue uno de los portadores del féretro.
En 1956, Lowery organizó un famoso partido entre dos de sus empleados, Ken Venturi y Harvie Ward, y los profesionales Ben Hogan y Byron Nelson. Aunque los amateurs jugaron un gran partido, los profesionales ganaron por 1-up. Venturi describió este encuentro años después como "el mejor golf que jamás había visto".
Lowery también formó parte del comité ejecutivo de la USGA. Su patrocinio a Harvie Ward causó controversia, ya que Ward perdió su estatus de amateur en 1957 debido a problemas fiscales relacionados con el patrocinio de Lowery.